# Bell 212

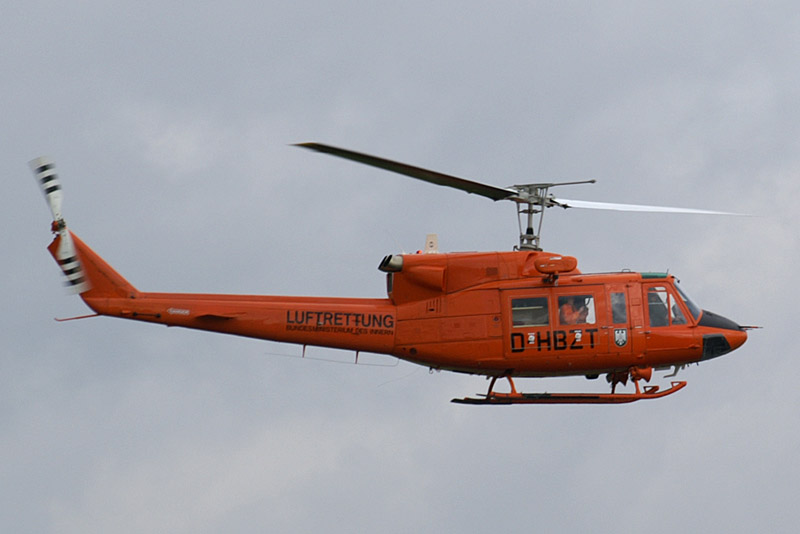
Bell 212 tedesco con marche D-HBZT del Bundesministerium des Innern (Ministero degli interni).

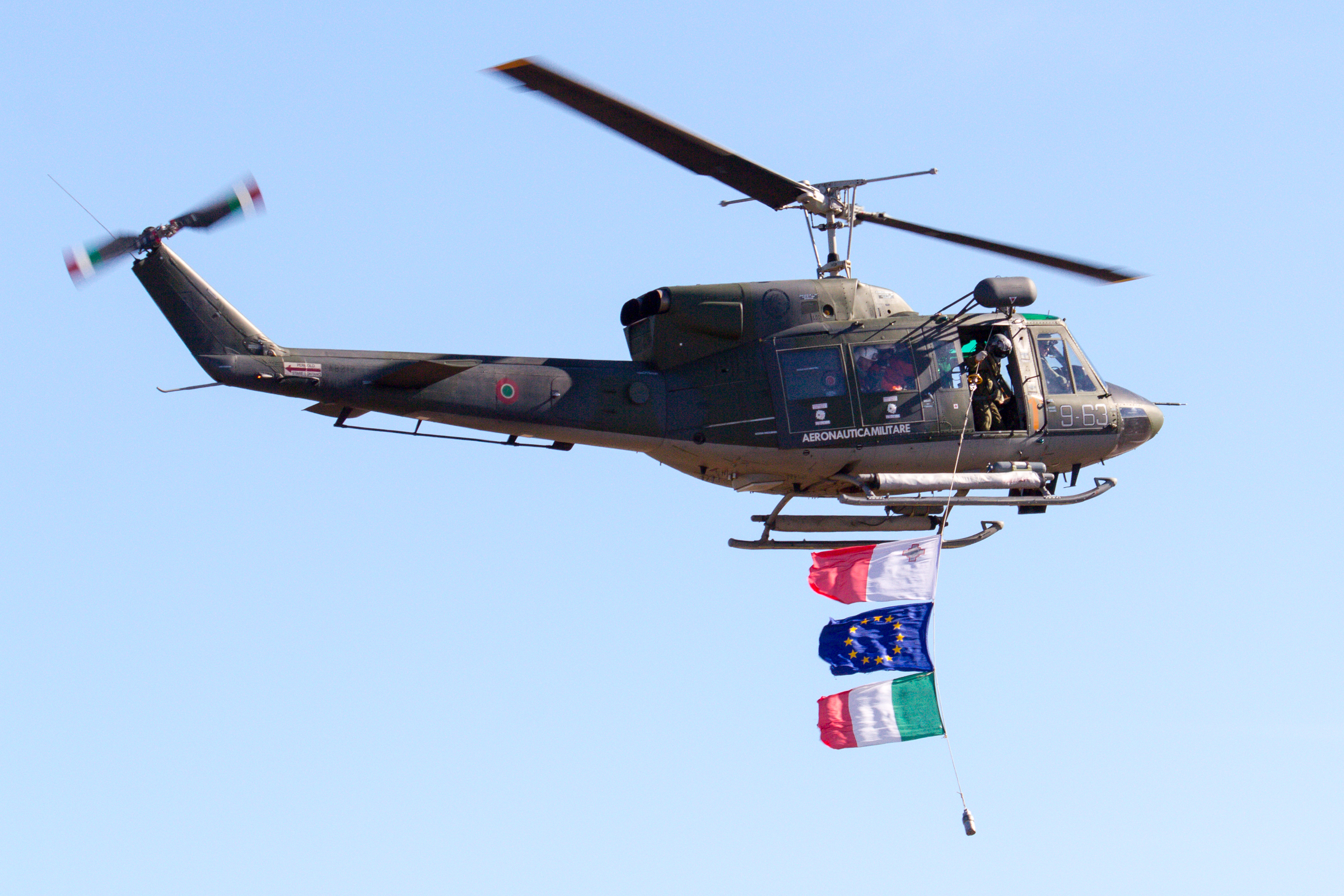
AB-212 dell'Aeronautica Militare italiana.

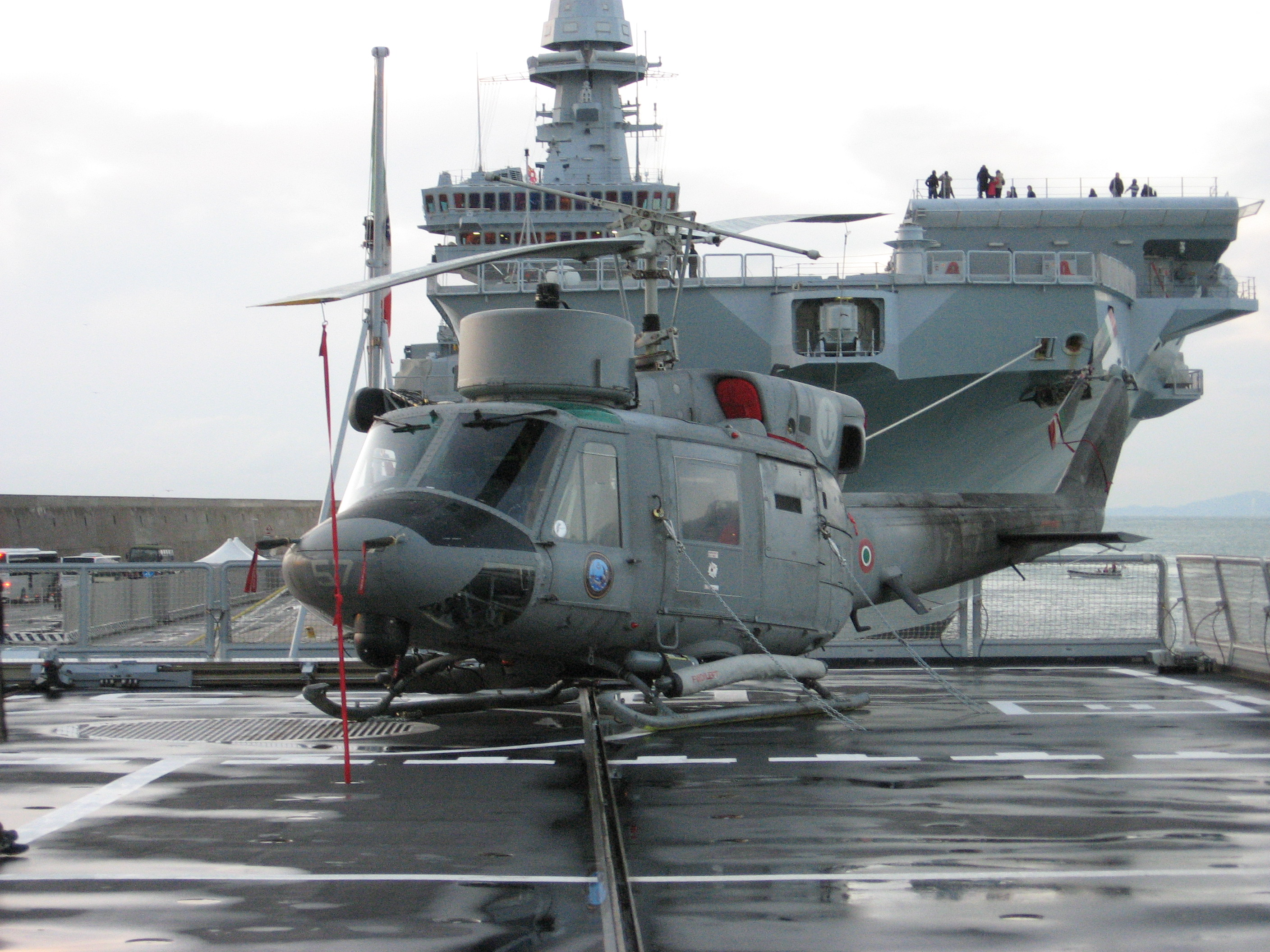
AB 212 ASW della Marina Militare italiana.

Il Bell 212 è un elicottero utility medio biturbina con rotore a due pale, progettato dalla statunitense Bell alla fine degli anni sessanta. La versione militare prende il nome negli Stati Uniti di UH-1N (anche noto come the Twin Two-Twelve "biturbina due e dodici" e Twin Huey) ed è tuttora impiegata negli USA e da molteplici forze armate e operatori governativi e civili di vari paesi. In Italia ne è stata costruita una versione sotto licenza dalla Agusta, ora AgustaWestland, denominata Agusta-Bell 212, in sigla AB-212.

## Storia
Basato sul 205, nella versione con fusoliera allungata, il 212 fu originariamente sviluppato per le Forze armate Canadesi con la designazione CUH-1N, che in seguito diventerà CH-135. Il primo volo fu effettuato nel 1968. L'ordine originale delle Forze armate Canadesi era di 50 esemplari con una opzione per ulteriori 20. Nello stesso tempo, le forze armate degli Stati Uniti ordinarono 141 Bell 212 designati UH-1N.

### Sviluppo
Nel 1971 il 212 venne sviluppato per applicazioni civili e tra i primi utilizzatori civili ci fu la Helikopter Service AS norvegese per utilizzo di supporto alle piattaforme petrolifere offshore.
Gli elicotteri UH-1N in carico ai marines statunitensi vennero in larga parte modificati con il sistema di stabilizzazione SCAS - Stability Control Augmentation System che prevede l'introduzione di servocomandi per il controllo del rotore principale come ausilio alla stabilità durante il volo. Questa modifica sostituisce la barra giroscopica "stabilization bar" installata sulla sommità del rotore principale, introducendo una stabilizzazione gestita dal computer avionico.
Il Bell 412 è un ulteriore sviluppo del Bell 212, che si differenzia principalmente per l'adozione di un rotore principale a quattro pale.

## Caratteristiche
Il rotore principale del Bell 212 è motorizzato con due turbine Pratt & Whitney Canada PT6T che prendono il nome di PT6T-3 Turbo Twin Pac. Il complesso ha una potenza di 1342 kW (1800 shp). In caso di avaria ad un motore, il restante può fornire 671 kW (900 shp) per 30 minuti o 571 kW (765 shp) continuativi, consentendo al 212 a vuoto di continuare a mantenere le prestazioni standard che avrebbe a peso massimo.
L'elicottero ha una configurazione a 16 posti, con un pilota, un co-pilota e 14 passeggeri, uguale a quella del Bell 205. Nella configurazione cargo, il Bell 212 ha una capacità interna di 6,23 m³. La versione civile può trasportare un carico esterno di 2 268 kg (5 000 libbre), la versione militare per le forze armate USA può trasportare 1 534 kg (3 383 libbre).

## Impiego operativo

### Incidenti degni di nota
- Il 3 novembre 1975 il Bell 212 di Petroleum Helicopters International con marche N90057 è precipitato nel Golfo del Messico a causa della rottura a fatica delle pale del rotore principale, provocando la morte dei 9 occupanti.[3]
- Il 14 settembre 1982 il Bell 212 di Bristow Helicopters con marche G-BDIL si è schiantato nei pressi del Murchinson Oil Field, nel Mare del Nord, in condizioni di oscurità e di meteo avverso durante una missione di ricerca e soccorso, causando la morte di tutti i 6 occupanti.[4]
- Il 1º ottobre 1982 il Bell 212 marche PT-HIB di VOTEC si è schiantato nei pressi di Itapetinga in condizioni di volo strumentale provocando la morte di tutti i 13 occupanti, tra cui il politico Clériston Andrade.[5]
- Il 28 giugno 1985 il Bell 212 dell'Armée de l'air gabonaise con marche TR-KCM si è schiantato nei pressi del villaggio di Makongonio provocando la morte di 10 dei 15 occupanti, tra cui 7 giornalisti.[6]
- Il 24 febbraio 1991 il Bell 212 di Bristow Helicopters Nigeria con marche 5N-AJY è stato costretto ad un ammaraggio in mare, uccidendo 9 dei 13 occupanti.[7]
- Il 1º novembre 1994 il Bell 212 di Transportes Aéreos Pegaso marche XA-SVS è precipitato a 5 km da Cozumel a causa dell'esaurimento di carburante mentre trasportava alcuni passeggeri verso la nave Costa Romantica, uccidendo tutti i 14 occupanti.[8]
- Il 17 marzo 1998 un Bell 212 di Alpine Helicopters, con marche C-GAHW e operato per la missione MINUGUA, si è schiantato mentre atterrava presso il villaggio di Pajuil País nella Sierra de los Cuchumatanes provocando la morte di 7 dei 9 occupanti, tra cui vari membri dell'ufficio regionale delle Nazioni Unite.[9]
- Il 26 aprile 2005 un AB-212 della 653ᵃ Squadriglia Collegamenti e Soccorso dell'Aeronautica Militare è precipitato sul Palanzone durante una missione di addestramento provocando la morte di 5 occupanti.[10]
- Il 29 maggio 2008 l'UH-1N Iroquois del Servicio Nacional Aeronaval con marche SAN-100 si è schiantato contro un edificio a Calidonia a causa di una probabile rottura del rotore di coda provocando la morte di 11 dei 12 occupanti, tra cui il capo della polizia cilena.[11]
- Il 6 aprile 2018 un AB-212 ASW della Marina Militare, decollato dal pattugliatore Comandante Borsini, è ammarato dopo avere perso il controllo durante un appontaggio di addestramento notturno, causando il decesso di uno dei 5 occupanti.[12]
- Il 19 maggio 2024 un Bell 212 dell'Aeronautica militare iraniana si è schiantato nei pressi di Uzi, nell'Azerbaigian Orientale, in condizioni meteo avverse e nebbia fitta uccidendo tutti gli occupanti, tra cui il Presidente dell'Iran Ebrahim Raisi, il ministro degli esteri Hossein Amir-Abdollahian e il governatore dell'Azerbaigian Orientale Malek Rahmati.[13]

## Italia
Le forze armate italiane si sono dotate della versione dell'elicottero prodotta dalla Agusta, gli Agusta Bell 212.

### Esercito Italiano
L'Esercito Italiano ha ricevuto 19 AB 212, iniziando nel 1975. Il modello ha trovato impiego come elicottero da collegamento, per il trasporto tattico, per evacuazione medica e per il pattugliamento in zone di crisi internazionali (Bosnia, Libano).

### Marina Militare
La Marina Militare Italiana ha acquisito, a partire dal 1976, 68 di questi elicotteri in versione AB 212 ASW-ASuW e li utilizza sia per compiti antisommergibile, armati di siluri e con sonar filabile, sia per la ricerca e salvataggio. Le dimensioni medie, consentono le operazioni sia dai ponti delle fregate e dei cacciatorpediniere, oltre che dalle unità maggiori. Inizialmente gli AB 212 costituivano il reparto di volo degli incrociatori classe Doria che ne potevano imbarcare fino a quattro e in seguito del Vittorio Veneto che ne poteva imbarcare fino a nove velivoli.
Attualmente la Marina Militare dispone di elicotteri AB 212 nella versione ASW-ASuW e NLA.

#### AB 212 ASW-ASuW
La versione ASW-ASuW ha una struttura irrobustita con protezione contro la salsedine per l'impiego prolungato a bordo delle unità navali. L'elicottero è dotato di sensori e armamento per la lotta antinave e antisommergibile, quali il radar APS-705, il sonar ASQ-13B e il FLIR (Forward Looking Infra-Red) “STAR SAFIRE II” e può inoltre essere dotato di apparato LINK / TG-2, per la guida di missili superficie-superficie tipo Teseo e trasportare fino a due siluri MK-46. L'elicottero monta anche galleggianti di emergenza per il volo sul mare.

#### AB-212 ECM/ELINT Gufo
Dopo l'acquisizione cinque esemplari (7-47,7-53, 7-54, 7-55, 7-56) degli ultimi due lotti vennero trasformati nella versione ECM/ELINT Gufo per la guerra elettronica.
L'acronimo ECM indica la presenza di dispositivi elettrici o elettronici designati ad ingannare o eludere radar, sonar e vari dispositivi di scoperta del tipo a raggi infrarossi o laser. Mediante jamming può essere utilizzato in funzione sia offensiva, disturbando ad esempio i segnali radio del nemico sovrapponendone un altro con identica frequenza e con la stessa modulazione, sia in fase difensiva proteggendo il velivolo disturbando ad esempio il sistema di autoguida di un missile.
L'acronimo ELINT (ELectronic Signals INTelligence) rappresenta un sistema che in caso di conflitto possa individuare l'esatta posizione di batterie di missili, artiglieria antiaerea e postazioni radar nemiche; gli elicotteri destinati alla versione Gufo sono stati privati delle apparecchiature ASW e ASuW e dotati del sistema ESM/ECM ELT-165.

#### AB 212 NLA
Il 2 maggio 1994 è stato costituito un reparto Eliassalto, inizialmente nominato Nucleo lotta anfibia (NLA), che era stato ufficialmente costituito il precedente 1º febbraio ed aggregato al 4º Gruppo elicotteri di Grottaglie, con lo scopo di dotare la Forza Armata di una componente elicotteristica imbarcata specializzata nelle operazioni di supporto alle Forze da Sbarco del Reggimento San Marco. Per tale impiego la Marina ha sviluppato una specifica configurazione dei propri elicotteri.
La versione NLA dispone di sedili piloti corazzati e di corazzature removibili sul pavimento cabina. L'elicottero è dotato di illuminazione interna ed esterna compatibile con l'impiego di visori NVG (Night Vision Goggles) e tranciacavi e può essere armato di due mitragliatrici pesanti HMP (Heavy Machine-gun Pod) calibro 12,7 mm, due mitragliatrici leggere MG 42/59 brandeggiabili, due lanciarazzi HL 19/70. L'equipaggiamento comprende inoltre il SIAP (Sistema Integrato di Autoprotezione Passiva) con sensori antimissile e sistema di lancio automatico di falsi bersagli radar (chaff) e IR (flare). L'elicottero è in grado di trasportare da 2 a 5 operatori del Reggimento San Marco o delle Forze Speciali.

### Aeronautica Militare
L'Aeronautica Militare Italiana, ricevette i primi tre esemplari nel 1979 e li impiegò per compiti di collegamento e ricerca e soccorso, principalmente in montagna. Nel 1984 è stata introdotta la versione E, dotata di autopilota, radio HF e VHF, sistemi TACAN (navigazione tattica con radiofaro) e IFF (identificazione amico-nemico) e, più di recente, apparati di visione notturna. Potevano essere aggiunti all'occorrenza galleggianti o pattini da neve. Il totale degli elicotteri acquisiti è stato di 36.
Nella seconda metà del 2005, venne avviato un piano di ammodernamento e installazione di armamento di autodifesa e contromisure, con lo scopo di consentire missioni sia diurne che notturne di trasporto di personale, trasporto sanitario (CASEVAC), trasporto sanitario d'urgenza (MEDEVAC) e ricognizione (RECCE). La necessità di un elicottero di questa categoria è apparsa evidente durante alcune missioni all'estero in presenza di una minaccia reale.
Alcuni AB 212 sono stati modificati dall'Aeronautica con la collaborazione dell'AgustaWestland. Le modifiche principali sono consistite nell'installazione di due mitragliatrici brandeggiabili MG 42/59 da 7,62 mm ai portelloni laterali, due lanciatori di flare ai lati della trave di coda comandati manualmente dai piloti e dai mitraglieri, blindatura in ceramica e kevlar alla parte inferiore della fusoliera e sedili corazzati con protezioni laterali per i piloti.
In questa configurazione, denominata AB 212 ICO (Incremento della Capacità Operativa), l'equipaggio è costituito da due piloti e due mitraglieri, di cui uno è anche operatore dei sistemi di bordo e l'altro aerosoccorritore. I mitraglieri indossano maschere ad ossigeno come protezione e per comunicare tra loro e coi piloti tramite un interfono, in quanto direttamente a voce sarebbe praticamente impossibile in volo coi portelloni aperti.
Le modifiche hanno appesantito l'elicottero limitandone le prestazioni, il peso a vuoto è di 2 812 kg, il peso massimo al decollo di 5 080 kg, la velocità massima di 215 km/h, la quota massima operativa di 3 048 m e l'autonomia di 400 km.
Nell'ottobre 2005 tre AB 212 ICO erano in servizio nella 609ª Squadriglia Collegamenti e Soccorso (SCS) "Bufali" del 9º Stormo di base sull'aeroporto di Grazzanise. I piani dell'Aeronautica Militare prevedevano di assegnare altri tre AB-212 ICO alla 604ª Squadriglia SCS di Grosseto. Nella riorganizzazione dell'AMI venne deciso di assegnare tutti gli AB 212 ICO ad un unico reparto specializzato. Cinque AB 212 ICO sono stati assegnati al 21º Gruppo "Tigri" riattivato il primo marzo 2006 sulla base di Grazzanise, come parte del 9º Stormo dipendente dalla 1ª Brigata Aerea "Operazioni Speciali" di Padova. In precedenza il 21º Gruppo "Tigri" era un gruppo caccia su Tornado ADV disattivato il primo marzo 2001 e parte del 36º Stormo di aeroporto di Gioia del Colle.
Dal 2006 l'AB 212 ICO è attivamente impiegato con ottimi risultati in Afghanistan nell'operazione ISAF (International Security Assistance Force). Dall'aprile al settembre 2006 tre AB 212 ICO del 21º Gruppo sono stati impiegati in Afghanistan come parte della task force "Tiger". Dal settembre al dicembre 2006 tre AB 212 ICO del 21º gruppo impiegati da personale della 604ª SCS di Grosseto e della 651ª SCS di Istrana sono stati impiegati in Afghanistan come parte della task force “Seagull”. Dal giugno al dicembre 2007 tre AB 212 ICO del 21º gruppo sono stati impiegati in Afghanistan come parte della task force "Air Kabul". In Afghanistan gli AB 212 ICO volano sempre missioni in coppia, il terzo elicottero viene tenuto pronto come riserva. Dagli AB 212 ICO impiegati in Afghanistan sono stati rimossi i verricelli di recupero, date le condizioni ambientali di alta quota e temperatura il recupero in hovering sarebbe impossibile per il peso eccessivo degli elicotteri.
I reparti del 15º Stormo che hanno in dotazione gli AB 212, hanno anche sviluppato capacità Combat SAR, con un elicottero dedicato alla Ricerca e al Soccorso pronto al decollo in 30 minuti di giorno ed in 120 minuti di notte per 365 giorni all'anno, il cui coordinamento è sotto l'autorità del Centro Coordinamento Soccorso del Comando Operativo Forze Aeree (COFA) di Poggio Renatico in provincia di Ferrara. Il Comando Operazioni Aeree ha alle sue dipendenze un Rescue Coordination Center (RCC) che ha il compito di Comando e Controllo degli assetti SAR (Ricerca e Soccorso) la cui funzione è affidata al 15º Stormo di Cervia da cui dipendono l'81° Centro Addestramento Equipaggi (CAE), l'83º Gruppo C/SAR e la 615ª Squadriglia Collegamenti di Cervia-Pisignano, l'82º Centro C/SAR di Trapani, l'84º Centro C/SAR di Brindisi, l'85º Centro C/SAR di Pratica di Mare, l'80° Centro C/SAR di Decimomannu (CA).
L'elicottero HH-212 cesserà il suo impiego operativo presso l'Aeronautica Militare Italiana a partire dal 22 febbraio 2024.

## Versioni
- Bell Model 212 - Designazione commerciale utilizzata dalla Bell per l'UH-1N.
- Twin Two-Twelve - Versione civile utility e da trasporto. Può imbarcare fino a 14 passeggeri.
- Agusta-Bell AB 212 - Versioni civili e militari costruite sotto licenza in Italia dalla Agusta ora AgustaWestland.
- Agusta-Bell AB 212 ASW - Versione sviluppata direttamente dalla Agusta italiana per impiego anti-sommergibile (ASW-Anti submarine warfare) e antinave. Utilizzato dalla Marina Militare Italiana, dalla Marina Militare Greca e dalla Marina Militare dell'Iran.
- Agusta-Bell AB 212 ICO - Incremento della Capacità Operativa - evoluzione della versione base AB 212 impiegato dalle Squadriglie di Ricerca e Soccorso (SCS) dell'Aeronautica Militare italiana e modificata per l'impiego in teatri operativi con minaccia medio-bassa.[16]
- Agusta-Bell AB 212 NLA - Nucleo Lotta Anfibia - versione modificata dell'AB 212 della Marina Militare per esigenze delle Forze da Sbarco e Forze Speciali, munito di sistemi di autoprotezione e autodifesa e impiegato anche in teatri operativi.

## Utilizzatori

### Civili
Canada
- CHC Helicopter
- Alpine Helicopters

 Fær Øer
- Atlantic Airways

 Groenlandia
- Air Greenland

 Filippine
- GMA News
- Philippine Air Cargo Delivery

 Regno Unito
- Bristow Helicopters

### Governativi
Canada
- Canadian Coast Guard

6 Bell 212 consegnati tra il 1972 e il 1979. Un esemplare è stato perso in un incidente nel 2000.
 Colombia
- Policía Nacional de Colombia

40 Bell 212 ricevuti a partire dal 1994.
 Croazia
- Hrvatska policija

1 AB-212 in servizio dal 1998.
 Italia
- Servizio aereo della Polizia di Stato

21 AB-212A ricevuti.
 Jugoslavia
- Milicija SFR Jugoslavije

2 prodotti da Bell e assemblati da Agusta consegnati nel 1978, seguiti da altri 6 nel 1980.
 Macedonia del Nord
- Polizia macedone

1 AB-212 in servizio nel 2021.
 Serbia
- Polizia serba

 Slovenia
- Policija

1 AB-212 in servizio dal 1991 al 2022.
 Stati Uniti
- United States Department of State

118 elicotteri della famiglia Huey in servizio al marzo 2019, tra cui figurano anche alcuni Bell 212.

### Militari

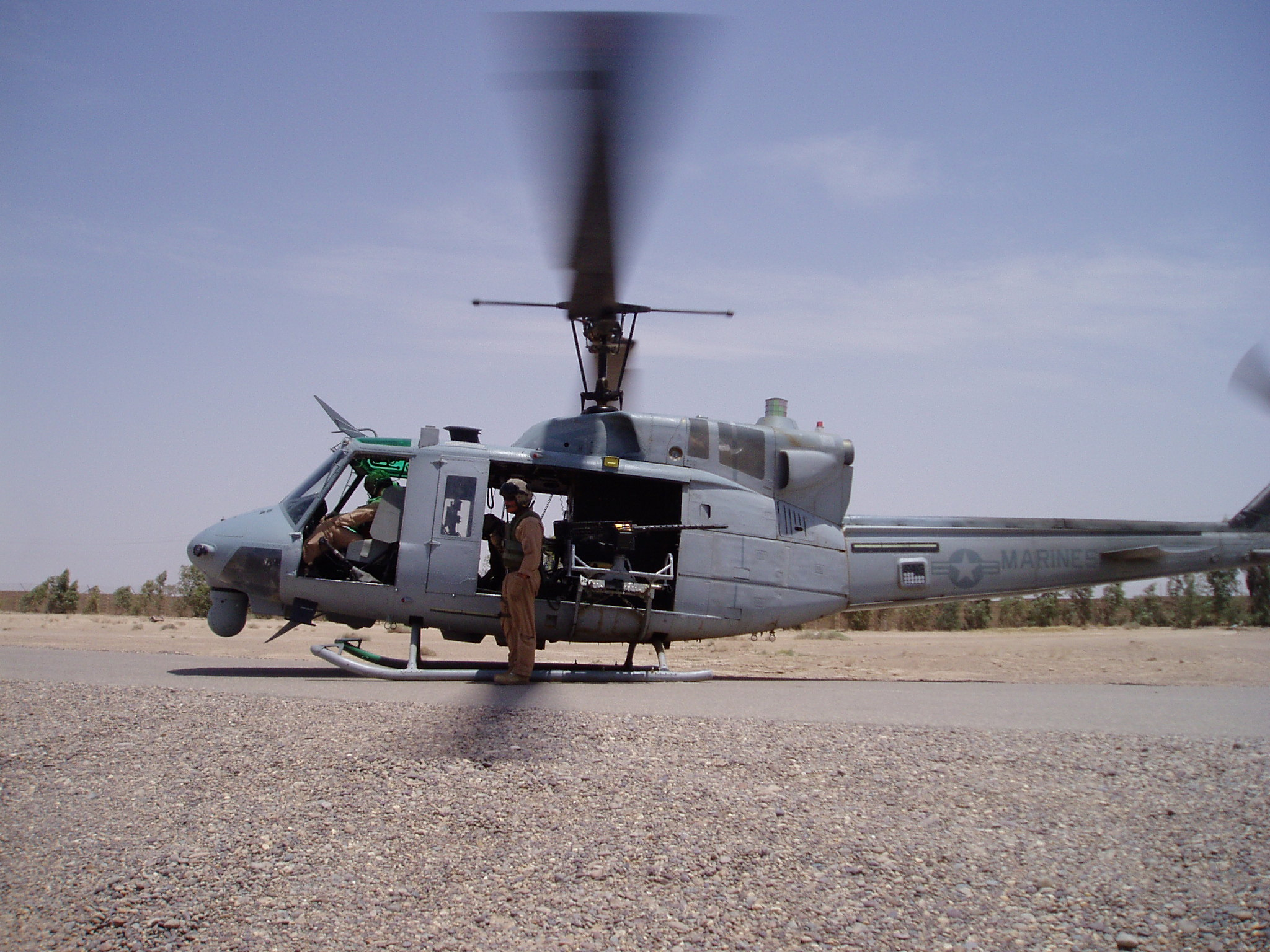
UH-1N a Camp Fallujah, Iraq nel luglio 2004

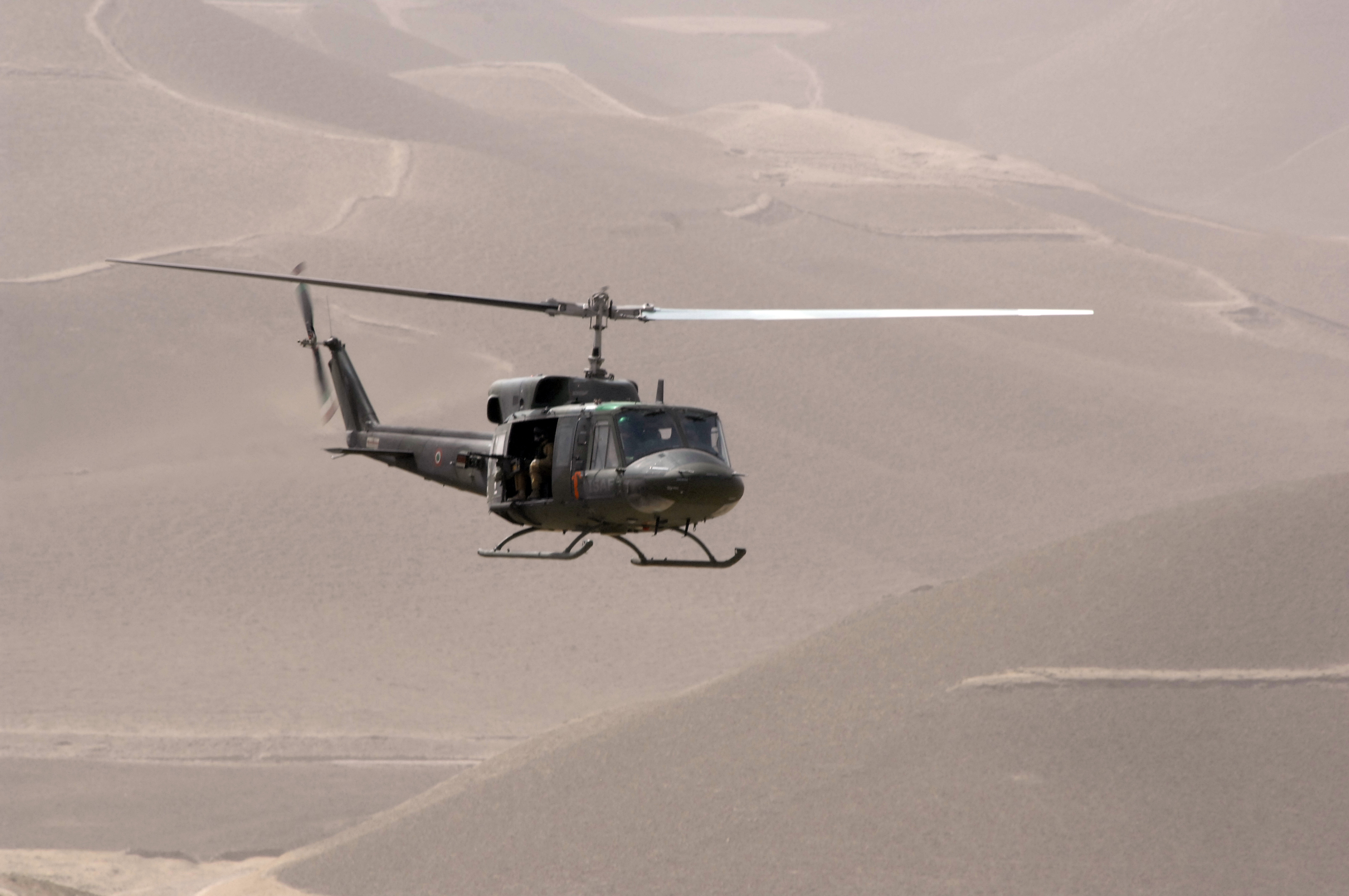
Un Agusta-Bell AB 212 dell'Aviazione dell'Esercito durante la missione International Security Assistance Force.

Angola
- Força Aérea Nacional Angolana

8 Bell 212 in servizio a tutto il 2017.
 Arabia Saudita
 Argentina
- Fuerza Aérea Argentina

12 Bell 212A ricevuti a partire dal 1978. 8 in servizio all'ottobre 2019.
- Ejército Argentino

2 Bell 212 consegnati a partire dal 1976.
 Australia
 Austria
- Luftstreitkräfte

26 AB-212 acquisiti dal 1980.
 Bahrein
- Royal Bahraini Air Force

11 AB-212 di costruzione Agusta in servizio al settembre 2021.
 Bangladesh
- Bangladesh Biman Bahini

16 UH-1N consegnati tra il 1977 e il 1982, nominalmente 12 in organico, ma solo 4/5 risultano in servizio al febbraio 2021.
 Bolivia
- Fuerza Aérea Boliviana

Dei 16 Bell 212 consegnati, a tutto il 2017, ne restano in servizio 14.
 Brunei
- Tentera Udara Diraja Brunei

vedi Bell 214
 Corea del Sud
 Ecuador
- Fuerza Aérea Ecuatoriana

3 Bell 212 ricevuti.
 Emirati Arabi Uniti
 Filippine
 Germania
 Ghana
 Giamaica
- Jamaica Defence Force Air Wing

3 UH-1N consegnati.
 Giappone
- Guardia costiera giapponese

38 Bell 212 in servizio dal 1973 al 2016.
 Giordania
 Grecia
- Polemikí Aeroporía

4 AB 212 consegnati e tutti in servizio al marzo 2021.
- Polemikó Nautikó

vedi Agusta-Bell AB 212 ASW
- Ellinikós Stratós

1 Bell 212 in servizio al maggio 2019.
 Guatemala
- Fuerza Aérea Guatemalteca

1 Bell 212 consegnato.
 Guyana
 Indonesia
 Iran
- Niru-ye Havayi-ye Artesh-e Jomhuri-ye Eslami-e Iran

17 AB 212 consegnati.
- Marina militare della Repubblica islamica dell'Iran

vedi Agusta-Bell AB 212 ASW
 Iraq
 Israele
- Heyl Ha'Avir

62 UH-1N in servizio dal 1975 al 2002.
 Italia
- Aeronautica Militare

35 AB-212 consegnati a partire dal 1979 di cui 3 esemplari per il poligono di Decimomannu (Cagliari), dove furono inquadrati nella 670ª Squadriglia del Reparto Standardizzazione e Sperimentazione Tiro Aereo, e 32 della versione E nel 1984, destinati alle nuove sezioni soccorso delle squadriglie collegamenti 603ª (Villafranca), 604ª (Grosseto), 609ª (Grazzanise), 632ª (Brindisi), 651ª (Istrana), 653ª (Linate), 660ª (Amendola). Sottoposti a partire dal 2006 al programma ICO (Implementazione della Capacità Operativa), gli elicotteri hanno operato in Afghanistan con il 21º Gruppo "Tiger" del 9º Stormo con compiti di ricognizione, ricerca e soccorso e trasporto. Tutti gli esemplari ancora in servizio sono stati ritirati dal servizio il 22 febbraio 2024.
- Esercito Italiano

19 AB-212A dal 1983.
- Marina Militare

vedi Agusta-Bell AB 212 ASW
 Libano
 Libia
 Malta
 Marocco
- Aeronautica militare del Marocco

5 AB-212 costruiti su licenza dall'italiana Agusta, acquistati tra il 1969 e il 1978.
 Messico
- Fuerza Aérea Mexicana

Circa 40 esemplari consegnati, ritirati nel 2018.
 Panama
- Servicio Nacional Aeronaval

8 UH-1N ex USAF ricevuti il 31 maggio 2024.
 Perù
- Fuerza Aérea del Perú[54]
- Marina de Guerra del Perú

vedi Agusta-Bell AB 212 ASW
 Regno Unito
- Army Air Corps

3 Bell 212HP entrati in servizio nel 1995.
 Serbia
 Singapore
 Somalia
 Spagna
- Fuerzas Aeromóviles del Ejército de Tierra

6 AB-212 consegnati a partire dal 1981 e in servizio a tutto il 2017. 7 AB-212+ (denavalizzati) ritirati dall'Aviazione navale spagnola saranno consegnati a partire dal 31 luglio 2024.
vedi Agusta-Bell AB 212 ASW
- Flotilla de Aeronaves

vedi Agusta-Bell AB 212 ASW
 Sri Lanka
 Sudan
 Thailandia
 Tunisia
 Turchia
- Türk Deniz Kuvvetleri

vedi Agusta-Bell AB 212 ASW
- Jandarma Genel Komutanlığı

1 AB-212 in servizio dal 1988 al 1990.
 Stati Uniti
- U.S. Navy
- U.S. Air Force

63 Bell UH-1N in servizio al settembre 2019. 8 UH-1N ceduti al Servicio Nacional Aeronaval di Panama e consegnati il 31 maggio 2024.
- U.S. Marine Corps

 Uganda
 Uruguay
- Fuerza Aérea Uruguaya

3 Bell 212 consegnati (due nel 1981, uno nel 2012). Un ulteriore esemplare usato sarà consegnato a fine novembre 2019 dagli USA. Uno dei 4 elicotteri in servizio è stato perso il 25 marzo 2021. Un ulteriore Bell 212 consegnato dagli Stati Uniti il 12 luglio 2023.
 Venezuela
- Armada Bolivariana

vedi Agusta-Bell AB 212 ASW
 Yemen
 Zambia
- Zambia Air Force

3 AB-212 ricevuti nel 1972, uno dei quali perso in un incidente il 21 novembre 1975.

## Cultura di massa
- In ambito simulatorio, il Bell UH-1H Huey è pilotabile in DCS World;
- In ambito videoludico, il Bell 212 compare nel videogioco Call of Duty: Black Ops;
- In ambito cinematografico, il Bell 212 compare nel film True Lies, The Matrix e Apocalypse Now.